# Zasada ujawniania
Zasada ujawniania (ang. revelation principle) – zasada, która brzmi: "Z każdym punktem równowagi Bayesa-Nasha w grze z ograniczoną informacją, odpowiada sprzężony mechanizm ujawniania, który posiada punkt równowagi tam, gdzie gracze zgłaszają swoje szczere waluacje".
Dla strategii dominujących, zasada ujawniania została wprowadzona przez Gibbarda (1973). Następnie zasada ta została rozszerzona do szerszego rozwiązania w równowadze Bayesa, przez Dasguptę, Hammonda i Maskina (1979), Holmstroma (1977) oraz Myersona (1979).